# Steve Cyr
Steven Cyr (* 20. Mai 1967 in Werl, Deutschland) ist ein ehemaliger kanadischer Biathlet.
Der Sportsoldat Steve Cyr lebt in Québec und startete für Courcelette Québec. Biathlon betrieb er seit 1986. Seit dem Anfang der 1990er Jahre war er im Biathlon-Weltcup unterwegs. Cyr konnte selten über längere Zeit gute Leistungen zeigen, hatte aber mehrfach sehr gute Einzelergebnisse vorzuweisen. So erreichte er bei den Olympischen Spielen 1992 von Albertville in Les Saisies im Sprintwettbewerb einen achten Platz. Im Weltcup wurde 1997 ein neunter Rang im Einzel von Osrblie sein bestes Ergebnis. Die besten Weltmeisterschaften waren für ihn die Welttitelkämpfe  1995 in Antholz, wo er 25. im Einzel und 28. im Sprint wurde. Cyr nahm an drei Olympischen Spielen und sechs Weltmeisterschaften teil. Meist platzierte er sich auf den Plätzen zwischen 40 und 60. Bestes Resultat bei den Olympischen Spielen 1994 von Lillehammer war Platz 26 im Sprint. Vier Jahre später wurde er in Nagano auf der Distanz 48. Seine letzten Rennen im Weltcup bestritt er in der Saison 2004/05.

## Biathlon-Weltcup-Platzierungen
Die Tabelle zeigt alle Platzierungen (je nach Austragungsjahr einschließlich Olympische Spiele und Weltmeisterschaften).
- 1.–3. Platz: Anzahl der Podiumsplatzierungen
- Top 10: Anzahl der Platzierungen unter den ersten zehn (einschließlich Podium)
- Punkteränge: Anzahl der Platzierungen innerhalb der Punkteränge (einschließlich Podium und Top 10)
- Starts: Anzahl gelaufener Rennen in der jeweiligen Disziplin

| Platzierung                      | Einzel | Sprint | Verfolgung | Massenstart | Staffel | Gesamt |
| -------------------------------- | ------ | ------ | ---------- | ----------- | ------- | ------ |
| 1. Platz                         |        |        |            |             |         |        |
| 2. Platz                         |        |        |            |             |         |        |
| 3. Platz                         |        |        |            |             |         |        |
| Top 10                           | 1      | 1      |            |             | 1       | 3      |
| Punkteränge                      | 3      | 3      |            |             | 9       | 15     |
| Starts                           | 33     | 52     | 10         |             | 10      | 105    |
| Stand: Daten nicht ganz komplett |        |        |            |             |         |        |